# Anton Höhne
Anton Höhne (Cottbus, 31 luglio 2000) è un pistard tedesco, vincitore di due titoli europei Under-23, uno nel chilometro a cronometro (2019) e uno nel keirin (2020).

## Palmarès

### Pista
- 2019

Campionati europei, Chilometro a cronometro Under-23
- 2020

Campionati europei, Keirin Under-23
- 2022

Campionati tedeschi, Velocità a squadre (con Maximilian Dörnbach e Nik Schröter)
- 2023

Sei giorni delle Rose, Velocità (Fiorenzuola d'Arda)

## Piazzamenti

### Competizioni mondiali
- Campionati del mondo su pista

Aigle 2018 - Velocità a squadre Junior: 5º
Aigle 2018 - Keirin Junior: 5º
Aigle 2018 - Chilometro a cronometro Junior: 3º
Roubaix 2021 - Chilometro a cronometro: 12º
Roubaix 2021 - Velocità: 13º

### Competizioni europee
- Campionati europei su pista

Gand 2019 - Velocità a squadre Under-23: 4º
Gand 2019 - Chilometro a cronometro Under-23: vincitore
Gand 2019 - Keirin Under-23: 12º
Fiorenzuola d'Arda 2020 - Velocità a squadre Under-23: 3º
Fiorenzuola d'Arda 2020 - Velocità Under-23: 5º
Fiorenzuola d'Arda 2020 - Chilometro a cronometro Under-23: 2º
Fiorenzuola d'Arda 2020 - Keirin Under-23: vincitore
Apeldoorn 2021 - Velocità a squadre Under-23: 2º
Apeldoorn 2021 - Chilometro a cronometro Under-23: 3º
Apeldoorn 2021 - Velocità Under-23: 3º
Apeldoorn 2021 - Keirin Under-23: 7º
Grenchen 2021 - Velocità a squadre: 6º
Grenchen 2021 - Chilometro a cronometro: 6º
Grenchen 2021 - Velocità: 7º
Anadia 2022 - Velocità a squadre Under-23: 2º
Anadia 2022 - Chilometro a cronometro Under-23: 2º
Anadia 2022 - Velocità Under-23: 2º
Anadia 2022 - Keirin Under-23: 3º